# Václav Novotný (skladatel)
Václav Novotný (20. září 1828 Stupčice – 12. července 1895 České Budějovice) byl český učitel a hudební skladatel. Vyučoval na obecných školách v jižních Čechách a na jižní Moravě, zejména v Ivančicích (1862-1873). Od roku 1873 zastával funkci ředitele nově zřízené české školy v Českých Budějovicích. Organizoval učitelské spolky a sjezdy. Byl autorem čítanky a knih pro mládež. Složil řadu písní určených pro sborový zpěv žáků, např. Pochod (Krásný hled je na ten Boží svět).

## Život
Podle údajů v matrice střezimířské fary se narodil 20. září 1828 ve Stupčicích č. 3 jako nemanželský syn Anny Novotné, otec nebyl zapsán. (Životopisné články nicméně zpravidla uvádějí datum narození 21. září). Do obecné školy chodil ve Střezimíři, kde v té době vyučoval hudební skladatel Jan Vlastislav Rudolf. Poté absolvoval hlavní školu v Táboře a tamní učitelský kurs, který řídil známý pedagog Antonín Svatoš.
Jeho první zaměstnání bylo jako podučitel v Mladé Chýžce, později v Hodušíně, Nadějkově a Herálci na Moravě. Aby si doplnil vzdělání, odešel roku 1851 na učitelský ústav do Prahy, kde získal diplom pro učitele hlavní školy. Dva roky pak působil jako podučitel v Bystřici pod Pernštejnem. Roku 1854 získal místo učitele a vychovatele v moravsko-slezské ochranovně pro mravně zanedbanou mládež v Brně, kterou řídil Beneš Metod Kulda. Potom určitou dobu vyučoval ve Žďáru nad Sázavou, pak znovu v Brně a v Bystřici.
Roku 1862 byl přijat jako učitel na hlavní školu v Ivančicích. Aktivně se účastnil veřejného života. Usiloval o rozšíření školy, do níž se vlivem rozvoje města hlásilo mnohem více dětí, pořádal pokračovací kurzy pro kolegy, podílel se na založení učitelských spolků Budeč brněnská (1869) a Budeč ivančická. Byl zvolen do okresní školní rady. Na sjezdu českých („českoslovanských“) učitelů v Praze r. 1870 byl zvolen místopředsedou (za předsednictví Jana Ladislava Maška), o rok později v Přerově předsedou.
V Ivančicích Novotný podporoval českou kulturu, čímž si znepřátelil některé místní politiky. Například roku 1871 mu starosta Karl Panowsky vytýkal, že se se žáky modlil za zdárný průběh obecních voleb. O rok později se dostal do konfliktu s předsedou školní rady Keckeisem, kterému se nelíbila Novotného náboženská horlivost (vodil děti denně do kostela, jindy s nimi byl na procesí, chtěl pomáhat děkanovi s organizací zkoušek z náboženství). V srpnu 1873 se tato záležitost dokonce dostala před soud, protože dr. Keckeis se cítil poškozený kampaní, kterou proti němu kvůli tomu vedli kněží během nedělních kázání; jeden z kaplanů byl za své výroky odsouzen ke čtrnáctidennímu vězení.
Roku 1873 vyhrál Novotný konkurs na místo ředitele nově zřizované české matiční (tj. nadační, nikoliv státní) školy v Českých Budějovicích, která roku 1879 přešla do správy okresu. Vedle toho složil roku 1875 zkoušky z hudby pro střední školy a stal se učitelem zpěvu na tamním českém gymnáziu, souběžně také řídil dívčí měšťanskou školu. Stal se rovněž předsedou budějovického učitelského spolku „Komenský“, který ho později jmenoval čestným členem. Jinak již však v tomto městě veřejně nepůsobil.
Zemřel 12. července 1895 v Českých Budějovicích, ve 44. roce učitelského působení, na krvácení do mozku.
Na Piaristickém náměstí mu byla roku 1932 odhalena pamětní deska.

## Dílo

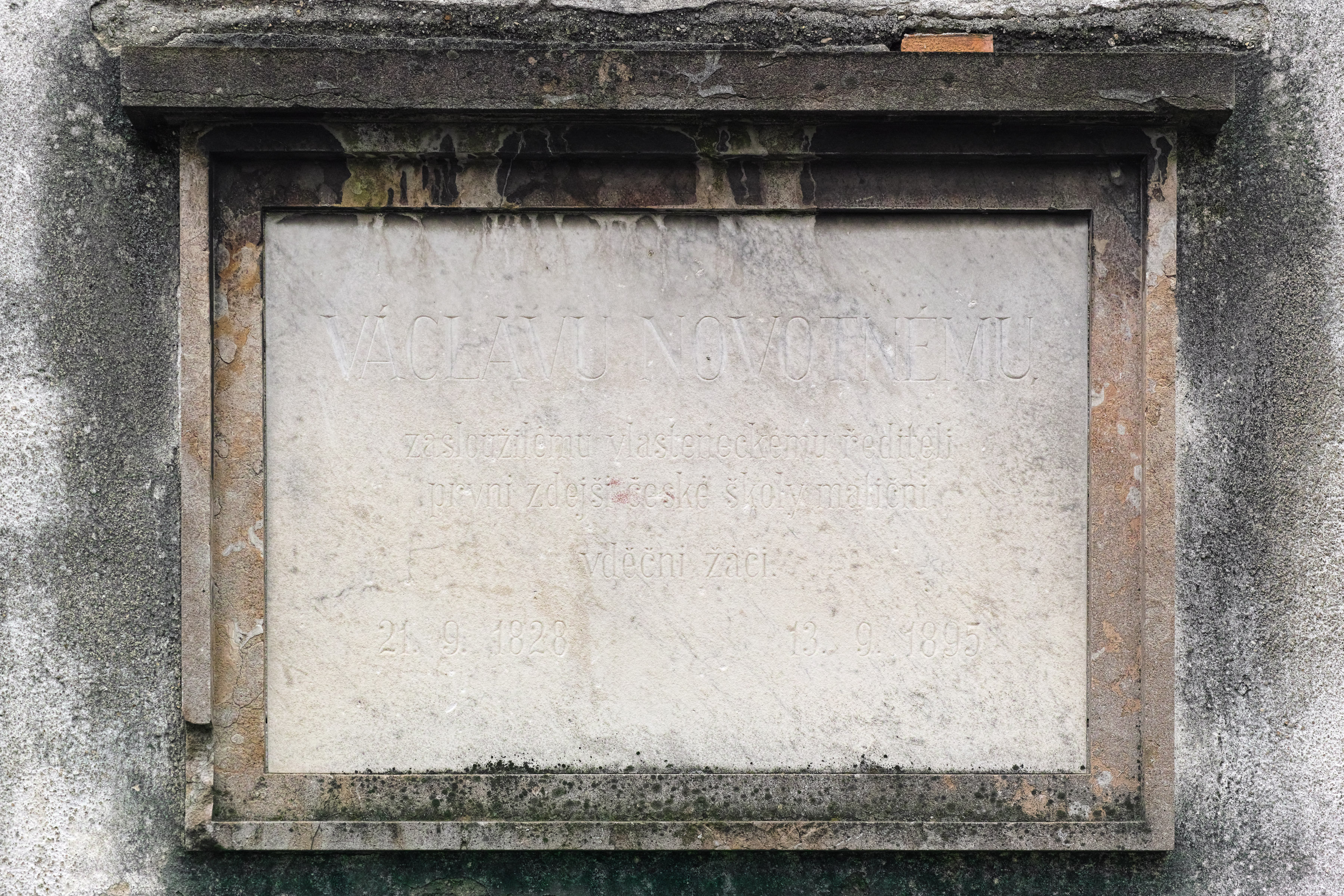
Pamětní deska na Piaristickém náměstí v Českých Budějovicích

Byl autorem pedagogických spisů, písní a povídek pro mládež, vydaných časopisecky i knižně. Podílel se na založení brněnských Učitelských listů a roku 1868 byl jejich nakladatelem. K jeho dílům patří:
- Písně pro školní mládež (1867 s reedicí 1868; v této sbírce je obsažen mj. Pochod, začínající slovy: „Krásný hled je na ten Boží svět…“)[p 3]
- Školní radovánky v Ivančicích (1870), historie a popis tradičních školních slavností
- Vendelín, krejčovský učenník v Brně (1873)
- Návod k čítance první dle analyticko-synthetické methody (1875)
- Cestování o prázdninách (poříčí Svratcavy) (1876)
- Vánoční stromek (1883 nebo 1884), sbírka básní a písní

Roku 1857 vyšel také jeho překlad Fabiola, čili, Církev v katakombách (autor: Nicholas Wiseman).

## Rodina
- Syn Václav Novotný[15] (1869-1932) se proslavil jako historik.